# Keep the Faith: An Evening with Bon Jovi
Keep the Faith: An Evening with Bon Jovi è un concerto live dei Bon Jovi trasmesso da MTV nel tardo 1992, poco prima dell'uscita dell'album Keep the Faith del gruppo, e pubblicato nel 1993. Lo spettacolo cattura la band in un ambiente intimo, in cui si assiste all'esecuzione in chiave acustica ed elettrica di alcuni successi classici (dei Bon Jovi e non), tra cui anche nuovo materiale dell'imminente disco.
L'evento è stato registrato presso i Kaufman's Studios Astoria di Queens, New York.

## Tracce
1. With a Little Help from My Friends (John Lennon, Paul McCartney)
2. Love for Sale (Jon Bon Jovi, Richie Sambora)
3. Lay Your Hands on Me (Bon Jovi, Sambora)
4. Blaze of Glory (Bon Jovi)
5. Little Bit of Soul (Bon Jovi, Sambora)
6. Brother Louie (Errol Brown, Tony Wilson)
7. Bed of Roses (Bon Jovi)
8. Livin' on a Prayer (Bon Jovi, Sambora)
9. Fever (John Davenport, Eddie Cooley)
10. We Gotta Get Out of This Place (Barry Mann, Cynthia Weil)
11. It's My Life (Roger Atkins, Carl D'Errico)
12. Wanted Dead or Alive (Bon Jovi, Sambora)
13. I'll Sleep When I'm Dead (Bon Jovi, Sambora)
14. Bad Medicine (Bon Jovi, Sambora)
15. Keep the Faith (Bon Jovi, Sambora)

- La canzone It's My Life eseguita in questo concerto è una cover del pezzo degli Animals, non l'omonimo brano pubblicato dai Bon Jovi nel 2000.

## Musicisti
- Jon Bon Jovi - voce principale, chitarra ritmica, pianoforte, maracas
- Richie Sambora - chitarra principale, seconda voce (Livin' On A Prayer), cori
- Alec John Such - basso, cori
- David Bryan - tastiere, cori
- Tico Torres - batteria, percussioni